# 池野みのり
池野 みのり（いけの みのり、1963年 - ）は、日本の脚本家。テレビアニメを中心に活動している。
静岡県磐田市出身。日本脚本家連盟会員（日本脚本家連盟スクール54期生）。

## 主な作品
- おばけのホーリー
- サラダ十勇士トマトマン
- しばわんこの和のこころ
- チロリン村物語
- とんでぶーりん
- パラソルヘンべえ
- ポコニャン
- ママはぽよぽよザウルスがお好き
- ちびまる子ちゃん